# How the Mighty Fall
How the Mighty Fall è il terzo album in studio da solista del cantante inglese Mark Owen, già membro dei Take That. Il disco è uscito nel 2005.

## Tracce
1. They Do – 3:14
2. Sorry Lately – 3:33
3. Makin' Out – 3:50
4. Waiting For the Girl – 2:38
5. Believe in the Boogie – 3:59
6. 3:15 – 3:06
7. Hail Mary – 5:27
8. Wasting Away – 4:13
9. Stand – 4:01
10. Come On – 5:39